# Kościół Matki Bożej Nieustającej Pomocy w Tomaszowie Mazowieckim
Kościół Matki Bożej Nieustającej Pomocy w Tomaszowie Mazowieckim – rzymskokatolicki kościół parafialny należący do parafii pod tym samym wezwaniem (dekanat tomaszowski diecezji radomskiej). Znajduje się w Ludwikowie, dzielnicy Tomaszowa Mazowieckiego.
Plac pod budowę świątyni został poświęcony w 1987 roku. Kościół został zbudowany w latach 1990–1994 dzięki staraniom księdza Zbigniewa Kowalczyka (seniora) oraz parafian. Budowla została zaprojektowana przez architekta Aleksego Dworczaka oraz konstruktora Janusza Freya. Nowy kościół został pobłogosławiony w dniu 25 grudnia 1994 roku przez biskupa Edwarda Materskiego. Świątynia została dedykowana przez biskupa Adama Odzimka, w dniu 28 czerwca 2009 roku.